# Antoni Furió
Antoni Josep Furió Diego (Sueca, Valence, 1958) est un  médiéviste et historien de la culture espagnol.

## Biographie
Il est titulaire d'une licence et d'un doctorat obtenus à l'université de Valence en 1980 et 1986 respectivement, tous deux décernés avec un prix extraordinaire (en).
Il est professeur à l'université de Valence depuis 1983 et titulaire de la chaire d'histoire médiévale cette même institution depuis 2006,.
Entre 1992 et 1995, il dirige l'institut d'Histoire de l'Institution Alphonse le Magnanime.
Il est responsable du service de publications de cette université entre 1997 et 2010, et directeur de la revue L'Espill depuis 2001,.
Entre 1999 et 2001, il dirige la collection Historia de Valencia (« Histoire de Valence »), publiée conjointement par l'université de Valence et le journal régional Levante-EMV. Entre 2001 et 2003, il est directeur de l'Asociación de Editoriales Universitarias Españolas (« Association de maisons d'édition universitaires espagnoles »).
Il est spécialiste d'histoire économique et sociale médiévale et d'histoire de la culture, notamment de l'œuvre de Joan Fuster, dont il a dirigé l'édition des onze volumes de correspondance,.
Il est auteur de plus d'une centaine d'articles publiés dans des revues spécialisées et de plusieurs ouvrages sur l'histoire du Pays valencien,.
Entre 2011 et 2018, il dirige la plateforme civique Valencians pel canvi,.
En 2015, il codirige avec Joan Romero González (en) l'ouvrage Historia de las Españas. Una aproximación crítica (« Histoire des Espagnes. Une approche critique »), dont il est auteur de la partie traitant de l'époque médiévale.
En 2020, il reçoit le prix Miquelet d'Honor décerné par la Société chorale El Micalet pour sa trajectoire et son engagement civique,. 

## Principales publications
- Camperols del País Valencià. Sueca, una comunitat rural a la tardor de l'Edat Mitjana. Valence, Institución Alfons el Magnànim, 1982.
- València, un mercat medieval, Valence, Diputació de València, 1985 (éditeur).
- Història del País Valencià, Valence, IVEI, 1995.
- Édition critique de Breu descripció dels mestres que anaren a besar les mans a sa majestat del Rey Phelip de Gaspar Guerau de Montmajor (1557-1600).
- Llibre d'ordenances i estatuts municipals de la ciutat de València (siglos XIII-XIV), Valence, Universitat de València, 2006.
- El rei Conqueridor. Jaume I entre la història i la llegenda, Valence, Bromera, 2007.
- Historia de las Españas, Tirant Humanidades, 2015.